# Vasilij Andrejevič Tropinin
Vasilij Andrejevič Tropinin rusky Василий Андреевич Тропинин; 19. březnajul./ 30. března 1776greg., Karpovka – 3. květnajul./ 15. května 1857greg., Moskva) byl ruský malíř období romantismu.
Narodil se jako nevolník a v tomto postavení prožil většinu svého života. Byl však oblíbencem hraběte Münnicha a hraběte Arkadije Markoffa, kteří mu pomohli k přijetí na petrohradskou Akademii. Zde studoval u S. S. Ščukina (1799-1804). Po absolvování této výtvarné školy se usadil v Moskvě. Svobodu získal až po čtyřicítce. Maloval krajinky a žánrové obrazy ("Starý žebrák", "Krajkářka", "Albánská dívka ve dveřích" ...) a zejména portréty (N. M. Karazmina, K. A. Lebrechta, A. S. Puškina, L. P. Tatiščeva, N. V. Gogola i cara Mikuláše I.).
Tropininovo dílo obsahuje asi 3 000 obrazů. Dnes jsou v majetku Ruského muzea v Petrohradě, Treťjakovské galerie v Moskvě a Moskevského Puškinova muzea. Některé jsou v soukromých sbírkách. Za nejhodnotnější se pokládají "Portrét Alexandra Puškina", "Krajkářka" a "Vyšívačka zlatem".

## Galerie

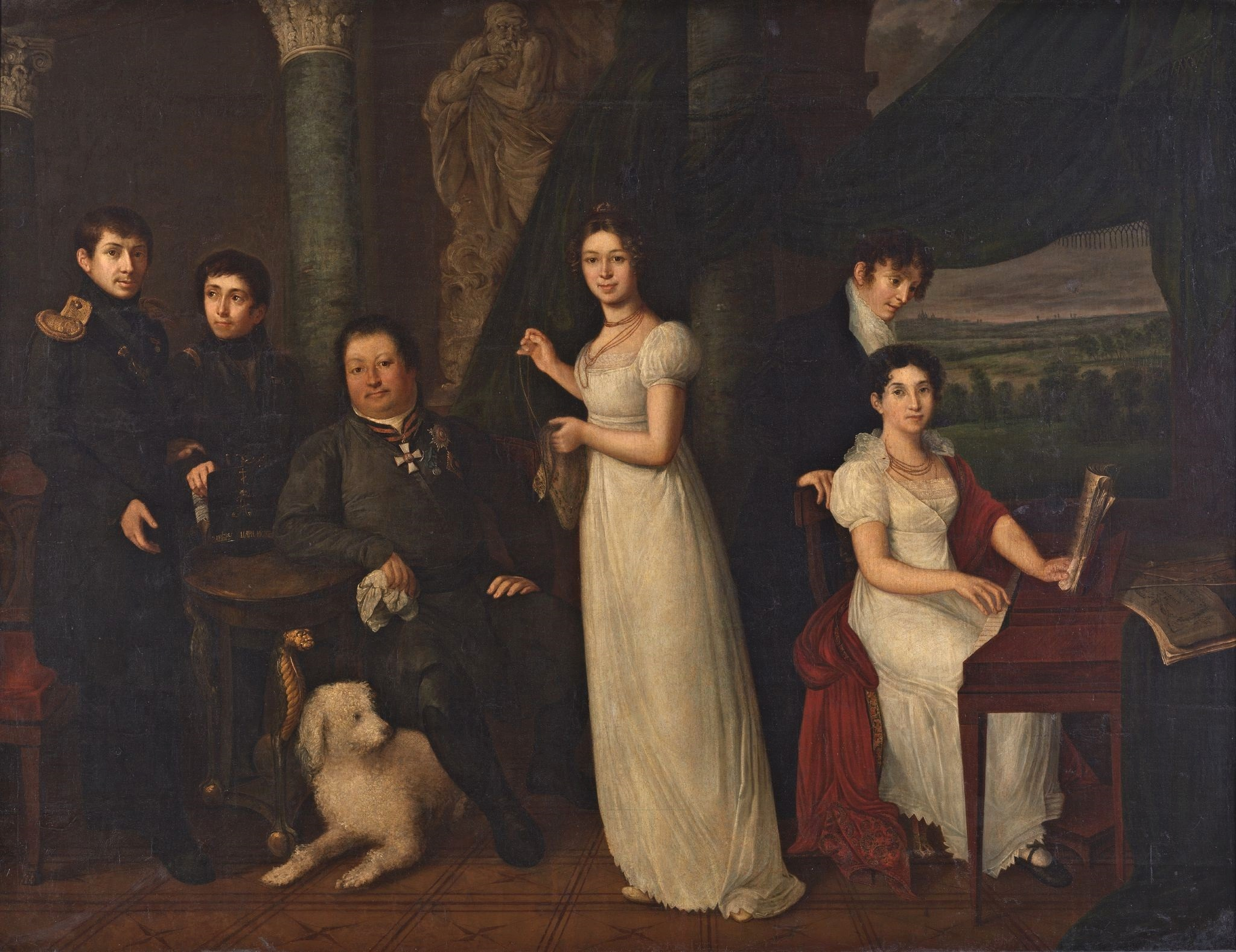
Portrét rodiny knížete Morkova, 1813
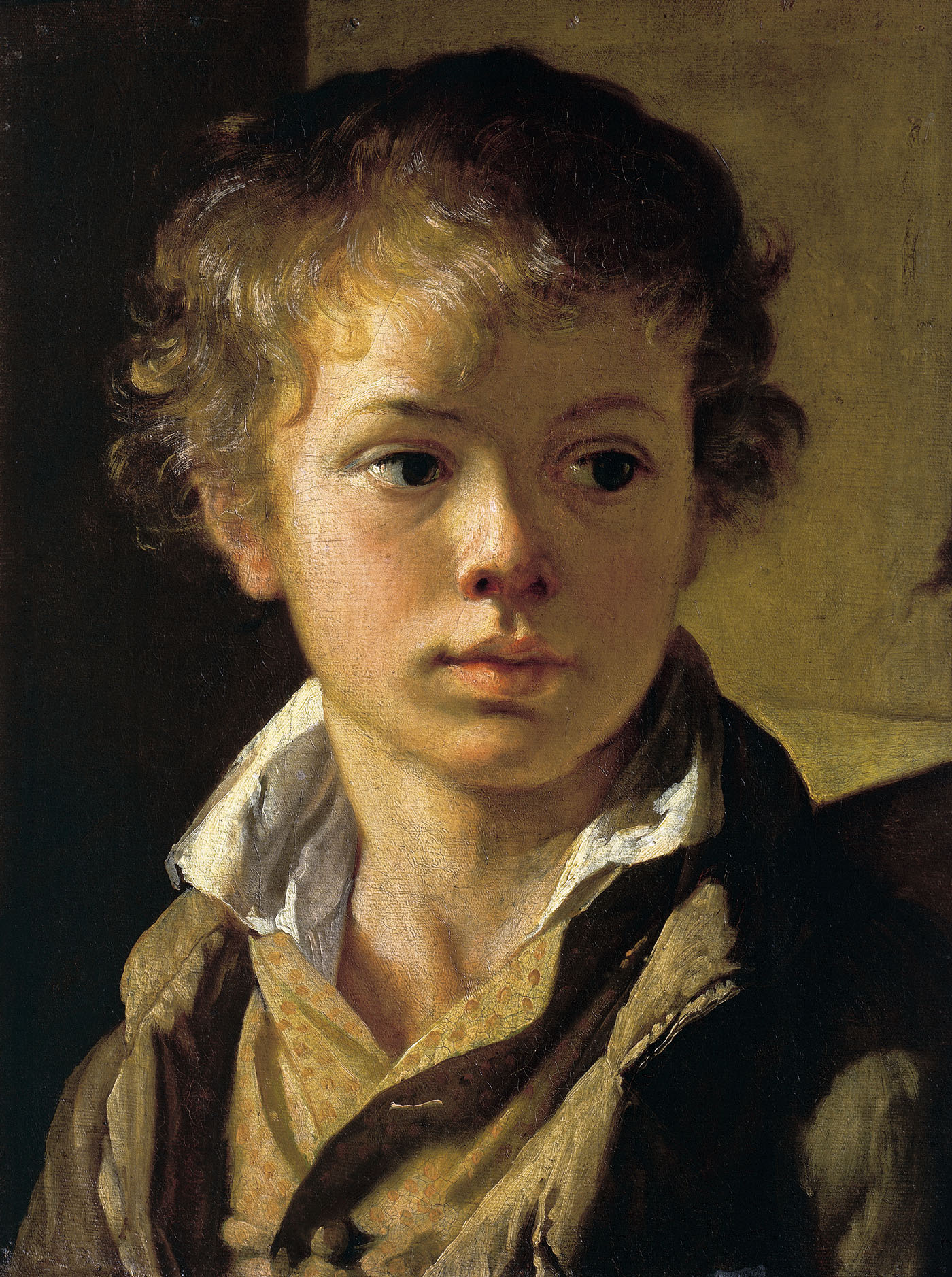
Portrét umělcova syna, 1818
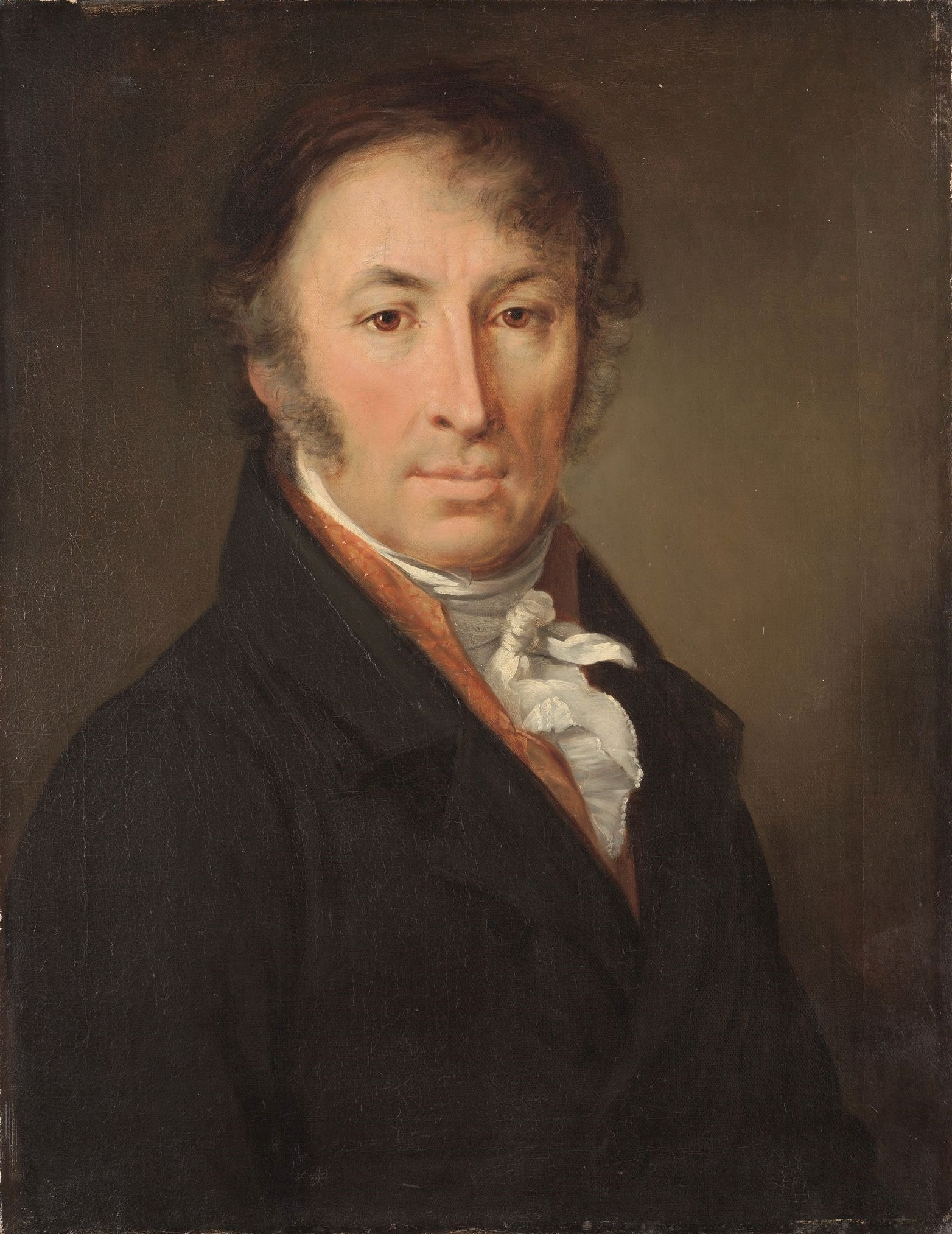
Portrét Nikolaje Karamzina, 1818
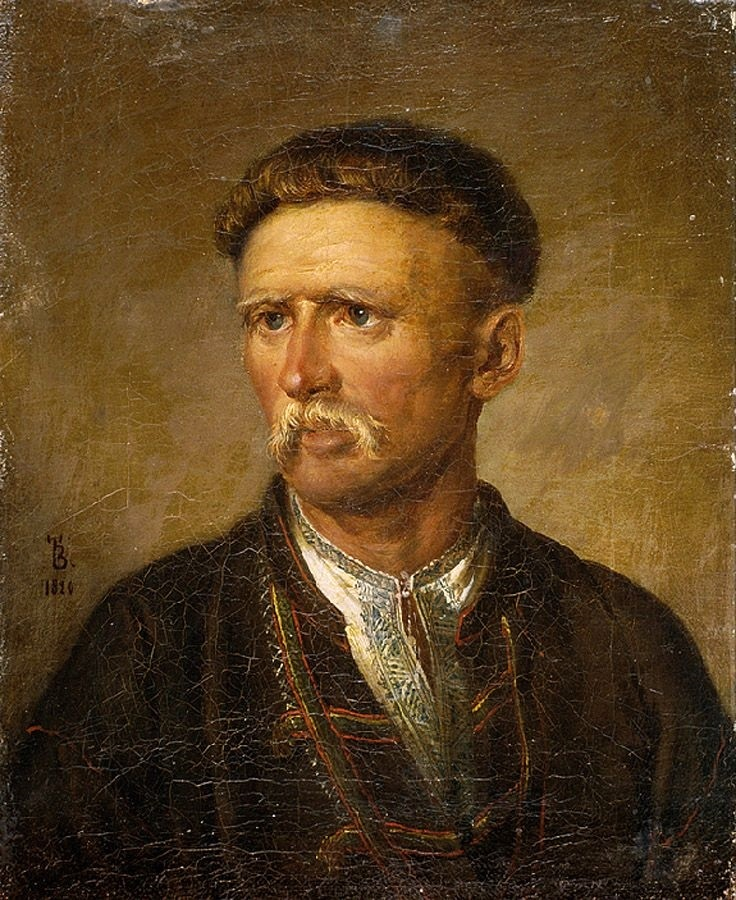
Ustim Karmaljuk, po r. 1820
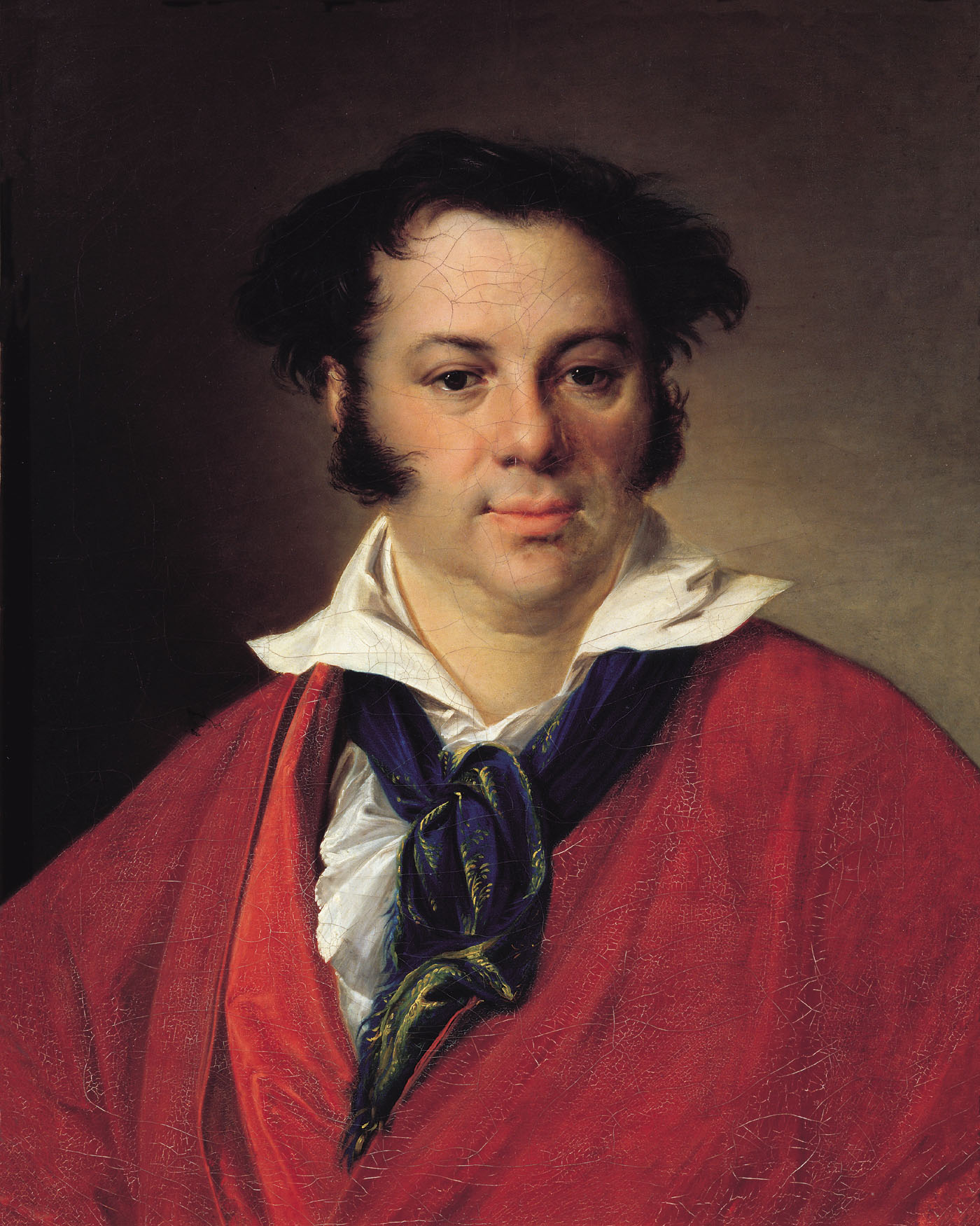
Konstantin Ravič, 1823
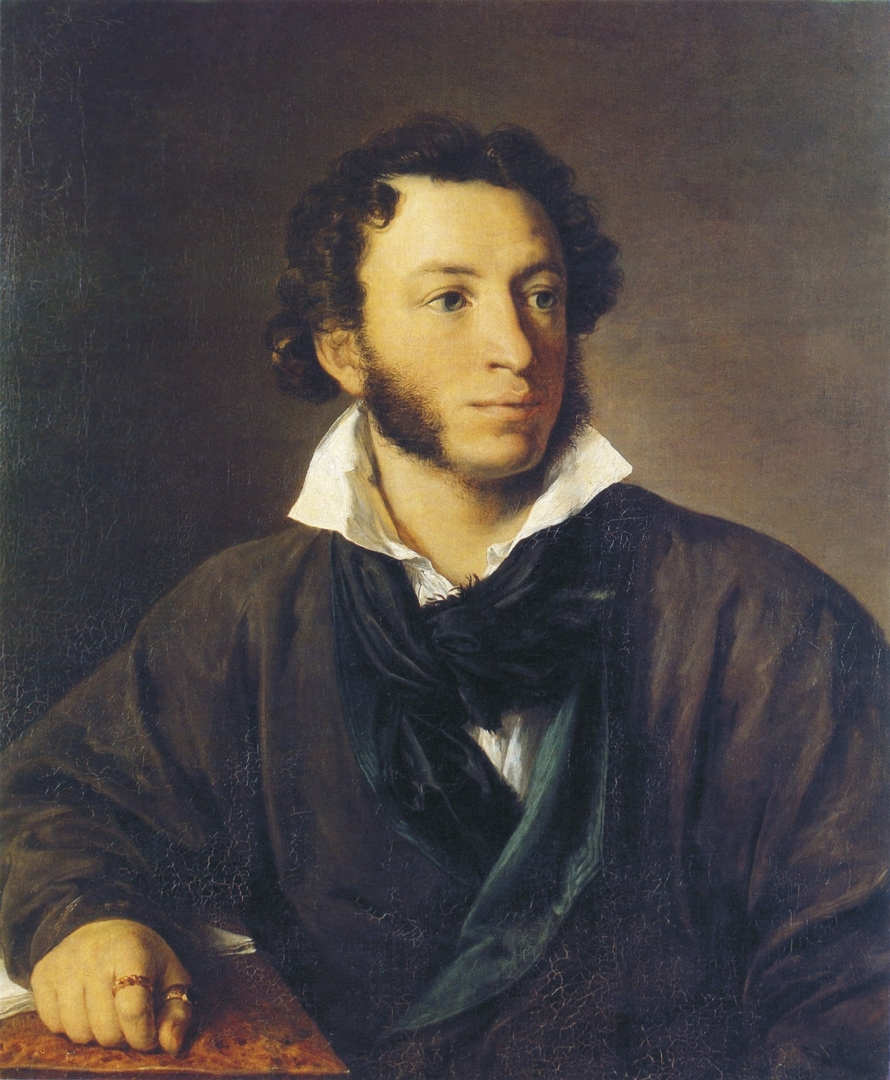
Portrét Alexandra Puškina, 1827
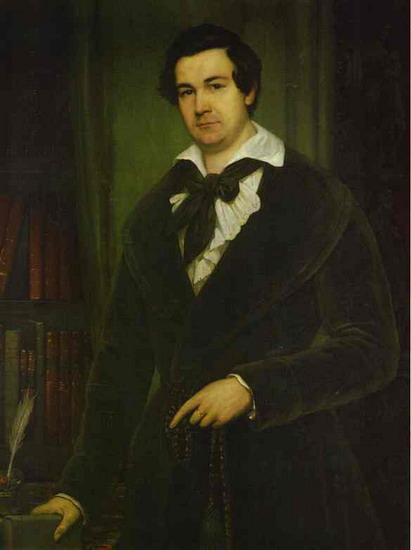
Portrét Vasilije Karatygina, 1842